# MIKE
MIKE è un personaggio immaginario della serie televisiva statunitense I segreti di Twin Peaks, creata da Mark Frost e David Lynch.
È interpretato da Al Strobel.
È uno spirito possessore molto potente, proveniente dalla Loggia Nera, simile a BOB, di cui un tempo fu compagno di scorribande che, pentitosi delle sue azioni a seguito di un'epifania religiosa decise di dedicare il resto della sua vita al tentativo di impedire all'ex-partner di compiere ulteriori atrocità.
Spesso è accreditato con l'epiteto "L'uomo con un solo braccio" (The One-Armed Man).

## Biografia del personaggio

### Antefatti
MIKE è apparentemente antico quanto l'universo stesso come ogni residente della Loggia Nera. Per secoli fu compagno di scorribande di BOB, con cui condivideva il gusto per l'omicidio e lo stupro seriale, nonché una smodata passione nell'arrecare sofferenza al genere umano. Un giorno tuttavia, ebbe una teofania e si convertì al bene decidendo di dedicare il resto della sua vita al tentativo di impedire a BOB di compiere un maggior numero di atrocità.
Dopo la sua conversione, lo spirito si strappò l'intero braccio sinistro al fine di rimuovere il tatuaggio "Fuoco cammina con me" simbolo della sua natura demoniaca; da tale amputazione sembra abbia avuto origine il Nano.
È dopo quest'evento che avviene la riunione degli spiriti della Loggia Nera visibile in Fuoco cammina con me: difatti il normale equilibrio della distribuzione della Garmonbozia tra gli spiriti viene meno. Così BOB e il Nano stringono un patto per cui la Garmonbozia derivata dall'uccisione delle vittime che portano l'anello verde all'anulare, sarà di proprietà del Nano. A due spiriti della Loggia, i Tremond, viene affidato il compito di far recapitare l'anello alle future vittime.
L'accordo viene meno quando BOB si tiene la Garmonbozia derivata dall'uccisione di Teresa Banks, di proprietà del Nano poiché ella indossava l'anello.
Nel febbraio 1989, quando BOB mise gli occhi sulla diciassettenne Laura Palmer, figlia del suo involucro umano Leland, lo spirito, attraverso il suo ospite umano, Philip Gerard, tentò più volte di avvertirla del pericolo che correva in quanto BOB voleva impossessarsi di lei. Così, la notte del 23 febbraio, poco prima che BOB si impossessi di Laura, Philip Gerard le lancia l'anello verde. BOB è così costretto ad ucciderla nonostante non lo voglia.
Dopo la morte della giovane, lo spirito malvagio rientra nella Loggia Nera e viene obbligato dall'uomo con un solo braccio e dal Nano a dar loro la Garmonbozia. Per l'occasione i due tornano nuovamente un tutt'uno posizionando la mano destra del Nano sul moncherino della spalla sinistra di Gerard e parlando all'unisono.

### NeI segreti di Twin Peaks
Quando l'agente Cooper viene assegnato al caso dell'omicidio di Laura Palmer, l'uomo con un solo braccio gli appare in un sogno divinatorio mostrandogli il vero volto di BOB ed indicandolo come l'assassino della bionda liceale.
L'agente, assistito dagli uomini dello sceriffo Truman, decide dunque di cercare l'amputato al fine di interrogarlo come testimone, tuttavia nel momento in cui localizza il venditore di calzature questi afferma di non conoscere l'uomo mostratogli in sogno dal suo alter ego e racconta una storia completamente diversa sul motivo della sua menomazione rispetto a quella narrata dallo spirito.
In seguito emerge però che nel subconscio di Gerard giace lo spirito possessore di MIKE, che, manifestandosi, espone la vera natura di BOB: anch'esso un demone possessore residente dentro uno degli abitanti di Twin Peaks da più di 40 anni. Tale rivelazione, porta poco dopo alla chiusura del caso tramite la cattura di Leland Palmer e la fuga nei boschi di BOB.

### InTwin Peaks(2017)
Dopo tale evento né lo spirito né il suo ospite hanno ulteriori apparizioni sino alla terza stagione.

## Caratterizzazione
(MIKE)
A differenza di Killer BOB, mostrato fin dall'inizio nella sua vera forma, mantenendo il mistero su chi sia il suo involucro umano, MIKE si presenta unicamente con l'aspetto del suo ospite, il venditore ambulante di calzature Philip Michael Gerard, in cui risiede a mo' di alter ego. I due demoni possessori si distinguono anche il modo in cui si annidano nelle coscienze degli uomini: difatti, mentre Leland non sembra ricordare nulla di quanto fatto sotto l'influenza di BOB, Gerard pare mantenere le memorie e rendersi conto della presenza di MIKE nel suo subconscio, ma ne risulta comunque sufficientemente contrariato da assumere ingenti quantitativi di aloperidolo per tenerlo sedato.
Gerard, il cui ruolo nelle vicende viene descritto efficacemente da Cooper come: «Un uomo che in un altro tempo sarebbe stato un profeta», nacque il 6 febbraio 1938 e perse il braccio sinistro, su cui aveva un tatuaggio con la scritta "mamma", in un incidente stradale con un camion. È presumibile che tale parallelismo tra le loro mutilazioni abbia portato lo spirito a sceglierlo come suo ospite; difatti lo spirito possessore si è asportato il braccio sinistro per rimuovere il tatuaggio con la scritta "Fuoco cammina con me", simbolo della sua natura demoniaca, azione che diede vita al Nano.
Curiosamente la dinamica dell'incidente che portò alla mutilazione del personaggio è la reale causa per cui nell'adolescenza Strobel perse il braccio sinistro.
MIKE figura tra i maggiori esempi di una delle tematiche centrali della serie; ovvero le molte sfumature di bontà e malvagità insite nell'animo umano e capaci di portarlo alla redenzione o alla distruzione: da demone della Loggia Nera e compagno di carneficina di BOB, infatti, il personaggio ha subito una conversione al bene che lo porta a parteggiare per la razza umana e aiutare prima Laura Palmer e poi l'agente Cooper, distanziandosi totalmente dal suo perverso simile.

### Il vero volto di MIKE
La sostanziale differenza tra BOB e MIKE è la loro forma. Mentre il viso del primo compare fin dal primo episodio, interpretato da Frank Silva, il vero volto di MIKE non viene mai mostrato. L'aspetto con cui è visibile è quello del suo ospite umano Philip Gerard e non il suo. Varie ipotesi si sono fatte su chi sia veramente MIKE, la più accreditata delle quali è che egli non sia altri che il Jumping man, lo strano spirito vestito di rosso apparso in Fuoco cammina con me. Tuttavia, a causa della prematura cancellazione della serie non vi sono conferme.